# Campandré-Valcongrain
Campandré-Valcongrain é uma ex-comuna francesa na região administrativa da Normandia, no departamento de Calvados. Estendeu-se por uma área de 6,67 km². Em 2010 a comuna tinha 109 habitantes (densidade: 16,3 hab./km²).
Em 1 de janeiro de 2017 foi fundida com as comunas de Aunay-sur-Odon, Bauquay, Danvou-la-Ferrière, Ondefontaine, Le Plessis-Grimoult e Roucamps para a criação da nova comuna de Formigny La Bataille.